# Picromerus
Picromerus (лат.) — род клопов из семейства настоящих щитников.

## Описание
Передние голени простые. Вершина наличника открытая. Боковые углы переднеспинки длинные, острые.

## Виды
В состав рода входят 11 видов:
- Picromerus bidens (Linnaeus, 1758) — Щитник двузубчатый[6]
- Picromerus brachypterus Ahmad & Önder, 1990
- Picromerus conformis  (Herrich-Schäffer, 1841)
- Picromerus elevatus Zhao, Liu & Bu, 2013
- Picromerus fasciaticeps Zheng & Liu, 1987
- Picromerus griseus  (Dallas, 1851)
- Picromerus lewisi Scott, 1874
- Picromerus nigridens  (Fabricius, 1803)
- Picromerus orientalis Rishi & Abbasi, 1973
- Picromerus pseudobidens Ahmad & Önder, 1990
- Picromerus viridipunctatus Yang, 1935

## Распространение
Представители рода встречаются в Палеарктике. Вид Picromerus bidens встречается также в Неарктике, а Picromerus griseus — в Ориентальной области.